# إد بالوبينسكاس
إد بالوبينسكاس (بالإنجليزية: Ed Palubinskas)‏ هو لاعب كرة سلة أسترالي.

## روابط خارجية
- إد بالوبينسكاس على موقع الاتحاد الدولي لكرة السلة (الإنجليزية)
- إد بالوبينسكاس على موقع سبورتس رفرنس (الإنجليزية)
- إد بالوبينسكاس على موقع كلية كرة السلة في سبورتس رفرنس.كوم (الإنجليزية)
- إد بالوبينسكاس على موقع ريلجم (الإنجليزية)
- إد بالوبينسكاس على موقع سبورتس رفرنس (الإنجليزية)
- إد بالوبينسكاس على موقع أوليمبيديا (الإنجليزية)
- إد بالوبينسكاس على موقع اللجنة الأولمبية الأسترالية (الإنجليزية)